# Dinton Castle

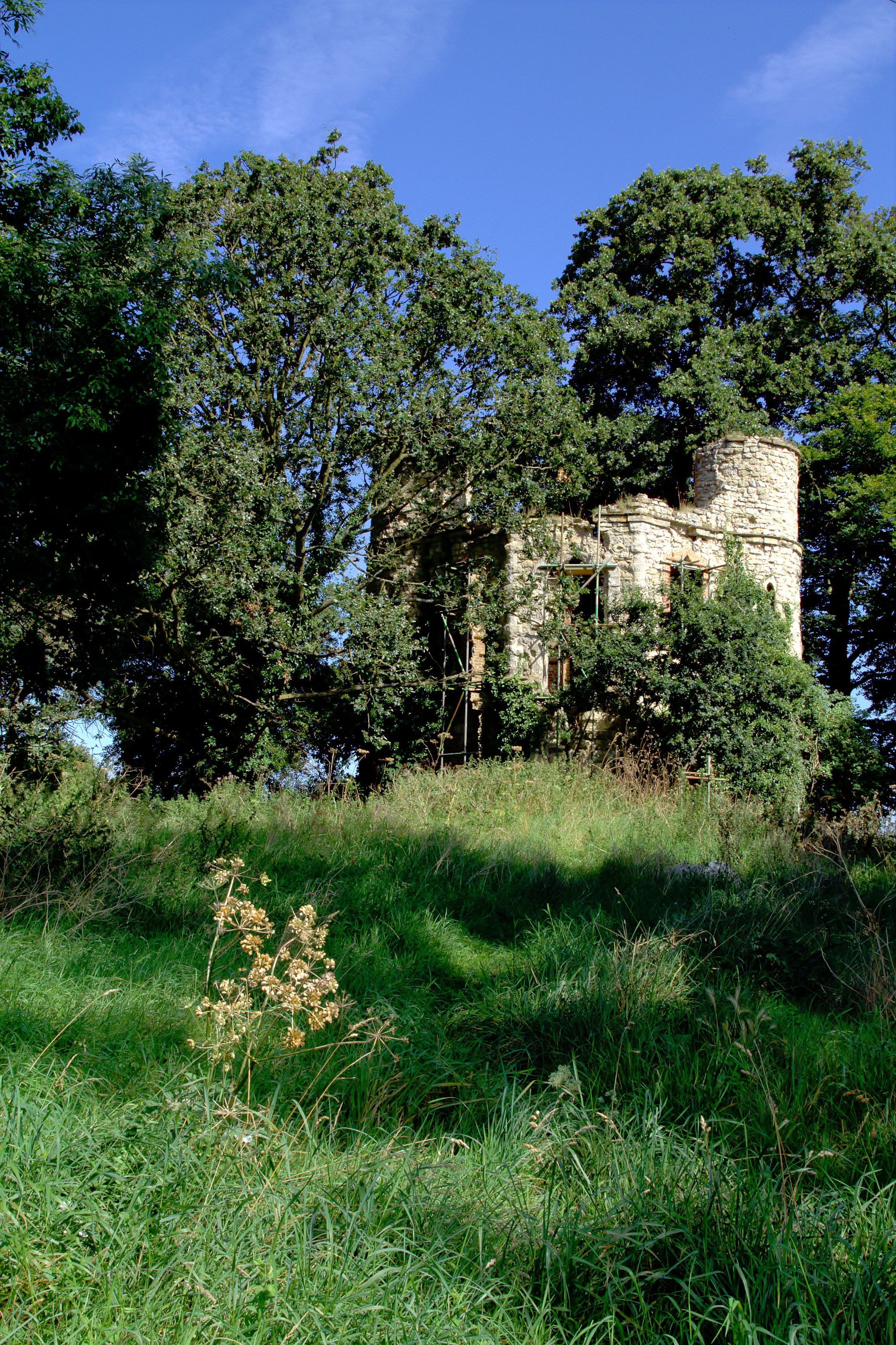
Dinton Castle

Dinton Castle, auch Dinton Folly, ist eine Burgruine direkt nördlich des Dorfes Dinton in der englischen Grafschaft Buckinghamshire.
Die Burg ließ Sir John Vanhatten 1769 als Folly für sein Landhaus Dinton Hall erbauen. Er nutzte sie zur Lagerung seiner Fossiliensammlung. Die Fossilien sind in die Kalksteinwände eingebaut.
Laut Rev. Callander (früher in Dinton ansässig) diente die „Burg“ zeitweise als Treffpunkt für die örtliche Nonkonformistenvereinigung. Um sie besser nutzen zu können, diente eine Persenning als Notdach.
Die Burg verfiel viele Jahre lang und wurde lange Zeit von einem Gerüst gestützt. Es gibt zwar einen öffentlichen Fußweg in der Nähe, aber die Ruine selbst steht auf Privatgrund. English Heritage hat sie als historisches Gebäude II*. Grades gelistet.
Das Gebäude wurde 2017 von Privatpersonen restauriert.